# Das Konzert (1931)
Das Konzert ist ein deutscher Spielfilm aus dem Jahre 1931 von Leo Mittler. Die Hauptrollen als alterndes Ehepaar spielen Walter Janssen und Olga Tschechowa. Der Geschichte liegt das gleichnamige Bühnenstück Das Konzert (1909) von Hermann Bahr zugrunde.

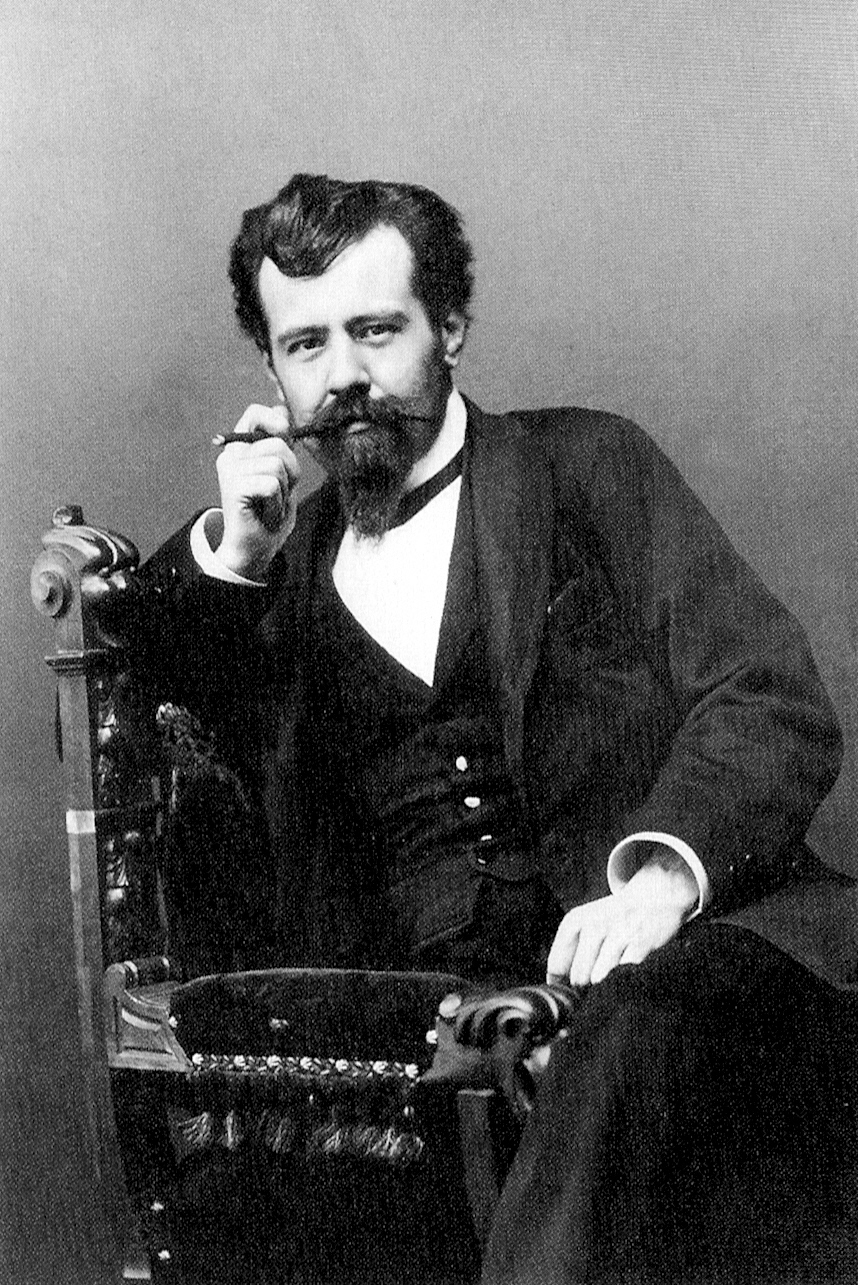
Autor der literarischen Vorlage: Hermann Bahr (1891)

## Handlung
Professor Gustav Heink ist ein von seinen Schülerinnen umschwärmter, wenngleich nicht mehr ganz junger Pianist und Musiklehrer. Seit Jahrzehnten ist er mit Marie verheiratet, die seine Eigenwilligkeiten still und duldsam erträgt. Heink liebt es nämlich, mit jungen Frauen zu flirten. Dies gibt ihm die Selbstbestätigung, noch immer jung, attraktiv und begehrt zu sein. Zwischen ihm und seiner Gattin, die ihn noch immer innig liebt, hat sich für diesen Umstand eine Chiffre entwickelt. Wenn der Meister, wie ihn seine Schülerinnen voller Bewunderung nennen, mal wieder ein „privates Konzert“ gibt, heißt dies nichts anderes, als dass Prof. Heink eine weitere Affäre, ein außereheliches Schäferstündchen haben möchte. Marie Heink hat sich mit diesem Fait accompli abgefunden und leidet still vor sich hin. Der alternde Klaviervirtuose geht davon aus, dass seine duldsame Gattin daher keine Einwände hat. Heinks neueste Eroberung heißt Delfine Jura und ist mit dem jungen Naturwissenschaftler Dr. Franz Jura verheiratet. 
Eine Liaison mit einer verheirateten? – das hat es bei Heink bislang noch nicht gegeben, und so beschließen die beiden Opfer dieser Affäre, Marie Heink und Delfines Gatte Franz, nachdem er wie auch sie von Heinks Musikschülerin Eva Gerndl, die selbst ein Auge auf den Pianisten geworfen hat, über die Affäre informiert wurden, diesmal dazwischenzufunken. Denn natürlich geht es statt auf Tournee in Wahrheit in das Liebesnest des Musikprofessors, eine abgelegene einsame Berghütte, die von dem treuen Ehepaar Pollinger betrieben wird. Franz und Marie haben einen geschickten Plan ersonnen: Man eröffnet den beiden Untreuen, dass sie, Franz und Marie, sich ineinander verliebt hätten und dass dies ja wohl kein Problem für die Ehepartner sein dürfte, da Heink und Delfine ja wohl gleichfalls ein Paar wären. Plötzlich sind sich diesbezüglich der Pianist und seine gelehrige Schülerin längst nicht mehr so sicher und beider Leidenschaft füreinander kühlt merklich ab. Jura und Marie haben das erreicht, was sie wollten: Delfine kehrt zu ihrem charmanten Gatten zurück, und Professor Heink begreift nun endlich, was er an seiner Marie hat.

## Produktionsnotizen
Die Dreharbeiten fanden im Frühling 1931 in den Paramount-Studios von Joinville bei Paris statt, die Uraufführung war am 5. August 1931 in Berlins Gloria-Palast. 

## Kritik
Die Österreichische Film-Zeitung schrieb: „Hermann Bahrs bekanntes Lustspiel „Das Konzert“ hat in diesem Film eine ganz vortreffliche, amüsante Verarbeitung erfahren. Der feine Witz des Stückes, verbunden mit seinen tiefschürfenden psychologischen Feinheiten, in denen die menschliche und literarische Persönlichkeit des Autors zum Ausdruck kommt, haben gerade für den Tonfilm Möglichkeiten eröffnet, die hier weitestgehend erfaßt wurden, wodurch das an sich überaus interessante Thema zu vollster Wirkung gebracht zu werden vermochte.“